# Sally Salminen
Sally Alina Ingeborg Salminen (Vårdö, Åland, 25 de abril de 1906 – 18 de julio de 1976), más tarde Salminen-Dührkop, fue una novelista finlandesa en sueco internacionalmente reconocida, procedente de las islas Åland, Finlandia.

## Biografía
Era la octava hija de doce. Ya de niña tenía la idea de convertirse en autora, pero ella se consideraba demasiado pobre y sin formación para tener éxito como escritora. Tras su confirmación, trabajaba en la tienda de comestibles del pueblo, hasta que se trasladó a Estocolmo, Suecia para trabajar de doncella. Durante su estancia en Suecia ella hiza cursos por correspondencia y leyó libros en su tiempo libre.
En 1930 Sally y su hermana Aili se trasladaron a la ciudad de Nueva York. Estando allí, escribió en su tiempo libre, y allí es donde empezó el manuscrito de su primera y más famosa novela, Katrina. El editor sueco de Finlandia Holger Schildts Förlag anunció en 1936 un concurso de escritura, al que Salminen presentó su manuscrito. Ganó y Katrina fue publicada el mismo año. La novela representa la vida de una mujer ostrobotnia, Katrina, que se va a Åland después de su matrimonio. Katrina se convirtió en un éxito internacional, con el tiempo fue traducida a más de veinte idiomas.
Sally Salminen se casó con el pintor danés Johannes Dührkop en 1940, y se mudó a Dinamarca. Salminen siguió siendo un escritor prolífico, pero no fue capaz de repetir el éxito de su primera novela, Katrina. Además de Katrina, se consideran sus obras más destacadas Prins Efflam (1953) y Vid Havet (1963).

### Familia
Varios de los parientes de Salminen fueron autores destacados por derecho propio. Su hermana Aili Nordgren (nacida Salminen) (1908–1995) escribió varios libros. Su hermano menor Runar Salminen (1912–1988) lanzó varias antologías de poesía y su hermano mayor Uno Salminen (1905–1991) escribió una trilogía de libros sobre el personaje ficticio Erik Sundblom.
Además, el hijo de Aili Nordgren Ralf Nordgren (1936–) y Christina Remmer (1941–), la hija de Uno Salminen, escribieron varios libros.

### Novelas
- Katrina (1936)
- Den långa våren (1939)
- Mariana (1940)
- På lös sand (1941)
- Lars Laurila (1943)
- Nya land (1945)
- Barndomens land (1948)
- Små världar (1949)
- Klyftan och stjärnan (1951)
- Prins Efflam (1953)
- Spår på jorden (1961)
- Vid havet (1963)

### Ensayos
- Jerusalem (1970)
- På färder i Israel (1971)

### Autobiográfica
- Upptäcktsresan (1966)
- Min amerikanska saga (1968)
- I Danmark (1972)
- Världen öppnar sig (1974)